# Näbbgäddartade fiskar
Näbbgäddartade fiskar (Beloniformes) är en ordning av fiskar som ingår i klassen strålfeniga fiskar. Enligt Catalogue of Life omfattar ordningen Beloniformes 251 arter.
Ordningens medlemmar förekommer i havet, i bräckt vatten och i sötvatten.
Familjer enligt Catalogue of Life och Dyntaxa:
- Adrianichthyidae
- näbbgäddfiskar (Belonidae)
- Exocoetidae
- Hemiramphidae
- makrillgäddefiskar (Scomberesocidae)